# We Get Requests
We Get Requests – album tria Oscara Petersona wydany przez wytwórnię Verve Records w 1964.
Na płycie gra trio w składzie: Oscar Peterson, Ray Brown i Ed Thigpen. Repertuar to głównie standardy muzyki rozrywkowej i jazzowej.

## Lista utworów
| 1.  | „Corcovado (Quiet Nights of Quiet Stars)” (Antônio Carlos Jobim)    | 2:49  |
|     |                                                                     |       |
| 2.  | „The Days of Wine and Roses” (Henry Mancini, Johnny Mercer)         | 2:40  |
|     |                                                                     |       |
| 3.  | „My One and Only Love” (Guy Wood, Robert Mellin)                    | 5:08  |
|     |                                                                     |       |
| 4.  | „People” (Jule Styne, Bob Merrill)                                  | 3:30  |
|     |                                                                     |       |
| 5.  | „Have You Met Miss Jones?” (Richard Rodgers, Lorenz Hart)           | 4:10  |
|     |                                                                     |       |
| 6.  | „You Look Good to Me” (Seymour Lefco, Clement Wells)                | 4:49  |
|     |                                                                     |       |
| 7.  | „The Girl from Ipanema” (Antônio C. Jobim, V. de Moraes, N. Gimbel) | 3:51  |
|     |                                                                     |       |
| 8.  | „D & A” (John Lewis)                                                | 5:11  |
|     |                                                                     |       |
| 9.  | „Time and Again” (Stuff Smith)                                      | 4:38  |
|     |                                                                     |       |
| 10. | „Goodbye, J.D.” (Oscar Peterson)                                    | 2:56  |
|     |                                                                     |       |
|     |                                                                     | 39:42 |
|     |                                                                     |       |

## Twórcy
- Oscar Peterson – fortepian
- Ray Brown – kontrabas
- Ed Thigpen – perkusja